# 苇河林业局
苇河林业局，又称苇河重点国有林管理局，是一个位于中华人民共和国黑龙江省哈尔滨市尚志市的类似乡级单位，亦是中国龙江森林工业集团（黑龙江省森林工业总局）所属的一个林业局，分属松花江林业管理局。
苇河林业局始建于1950年，位于长白山脉张广才岭西麓，施业区大部分在尚志市境内，小部分处于五常市境内。施业区面积206,807公顷，经营面积191,417公顷，五常市境内24,118公顷。林业人口40748人。

## 行政区划
苇河林业局下辖以下单位：
第一社区、第二社区、第三社区、第四社区、第五社区、第六社区、第七社区、第八社区、第九社区、第十社区、第十一社区、第十二社区、柳山经营林场、榆林经营林场、冲河经营林场、东风经营林场、平林经营林场、西平经营林场、兴安经营林场、新兴经营林场、万山经营林场、青山经营林场。